# Binson-et-Orquigny
Binson-et-Orquigny é uma comuna francesa na região administrativa do Grande Leste, no departamento de Marne. Estende-se por uma área de 3.39 km², e possui 167 habitantes, segundo o censo de 2018, com uma densidade de 49 hab/km².